# Medicina popular
A expressão medicina popular refere-se à cura com práticas e ideias de um segmento da população, transmitidas informalmente. Geralmente, a medicina popular é procurada por pessoas que procuram meios terapêuticos alternativos à medicina oficial, isto é, que não querem ingerir os habituais remédios farmacêuticos, apesar de muitos desses remédios serem feitos a partir das mesma plantas e/ou ervas medicinais da medicina popular.